# Michael Brandt
Michael Brandt (Madison, 1º ottobre 1968) è uno sceneggiatore, regista e montatore statunitense. Autore di film come Quel treno per Yuma con Russell Crowe e Wanted con Angelina Jolie, prima di diventare sceneggiatore si è dedicato ad alcune produzioni direct-to-video partecipando come montatore e/o collaboratore durante il montaggio.

## Biografia
Brandt nasce in Wisconsin nel 1968. Forte di una esemplare e rigida tradizione cristiana della famiglia, dopo essersi diplomato si iscrive e prende una laurea alla Baylor University in Waco (Texas), un istituto privato di natura battista.

## Filmografia

### Sceneggiatore
- Invincible (2001)
- 2 Fast 2 Furious (2003)
- Tre ragazzi e un bottino (Catch That Kid) (2004)
- Quel treno per Yuma (3:10 to Yuma) (2007)
- Wanted - Scegli il tuo destino (Wanted) (2008)
- The Double (2011)
- Arthur the King , regia di Simon Cellan Jones (2024)

### Regista
- The Double (2011)

### Montatore
- The Searcher (1996)
- Real Stories of the Donut Men (1997)
- Conversations in Limbo (1998)

### Produttore
- Overdrive, regia di Antonio Negret (2017)